# Shane West
Shane West, född 10 juni 1978 i Baton Rouge, Louisiana, är en amerikansk skådespelare och musiker.
West är sångare i punkrockbandet The Germs och sitt eget band Jonny Was. Hans föräldrar heter Don och Catherine West. Han har också en syster, Simone, och en halvsyster, Marli Ann.

## Filmografi (urval)
- 2010- framåt - Nikita (TV-serie)
- 2009 – The Lodger
- 2009 – Echelon Conspiracy
- 2007 – What We do Is Secret
- 2004-2007 - Cityakuten (TV-serie)
- 2003 – The League
- 2002 – A Walk to Remember
- 2001 – Get Over It
- 2000 – Dracula 2000
- 2000 – Whatever It Takes
- 1999-2002 - Once and Again (TV-serie)
- 1999 – Liberty Heights